# Hamble-le-Rice
Hamble-le-Rice è un villaggio situato nella Borough di Eastleigh, nella parte meridionale dell'Inghilterra.
È un importante centro per la vela, con vari club ed associazioni situati sul lungofiume. Il fiume Hamble, la cui foce è situata al sud del paese, contiene all'incirca 4 000 barche, sia a vela che a motore - cioè 1 per ogni residente del paese.
Durante la seconda guerra mondiale è stato un importante centro di formazione per i piloti destinati alla Royal Air Force.